# Omro
Omro és una població dels Estats Units a l'estat de Wisconsin. Segons el cens del 2007 tenia 3.356 habitants.

## Demografia
Segons el cens del 2000, Omro tenia 3.177 habitants, 1.236 habitatges, i 847 famílies. La densitat de població era de 547,6 habitants per km².
Dels 1.236 habitatges en un 34,6% hi vivien nens de menys de 18 anys, en un 55,5% hi vivien parelles casades, en un 9,4% dones solteres, i en un 31,4% no eren unitats familiars. En el 26,5% dels habitatges hi vivien persones soles el 13,3% de les quals corresponia a persones de 65 anys o més que vivien soles. El nombre mitjà de persones vivint en cada habitatge era de 2,49 i el nombre mitjà de persones que vivien en cada família era de 3,03.
Per edats la població es repartia de la següent manera: un 26,2% tenia menys de 18 anys, un 6,3% entre 18 i 24, un 29,7% entre 25 i 44, un 21,8% de 45 a 60 i un 16% 65 anys o més.
L'edat mediana era de 37 anys. Per cada 100 dones de 18 o més anys hi havia 91,2 homes.
La renda mediana per habitatge era de 45.208$ i la renda mediana per família de 52.143$. Els homes tenien una renda mediana de 35.701$ mentre que les dones 21.549$. La renda per capita de la població era de 18.332$. Aproximadament l'1,5% de les famílies i el 3% de la població estaven per davall del llindar de pobresa.

## Poblacions properes
El següent diagrama mostra les poblacions més properes.